# Estrella variable pulsante
Se llama estrella variable pulsante a un tipo de estrella variable intrínseca cuya luminosidad, temperatura superficial y espectro cambian debido a una expansión y contracción periódica de las capas exteriores de la estrella. Esto significa que la estrella cambia de tamaño periódicamente, intentando alcanzar el equilibrio entre la fuerza de la gravedad que tiende a contraer a la estrella y la presión de radiación e hidrostática que tiende a su expansión, comportándose como un oscilador armónico. La estrella es más brillante no cuando su diámetro es mayor o menor, sino cuando se expande a mayor velocidad, y presenta su mínimo brillo cuando su contracción es más rápida. En contra de lo que pueda parecer, las pulsaciones no se producen por un aumento de la presión de radiación debida a un mayor ritmo de fusión nuclear en el interior estelar. De hecho, este permanece constante, y las pulsaciones se originan por la variación de la velocidad a la que la radiación puede escapar de la estrella.
La pulsación puede ser de dos tipos: 
- Pulsación radial, si ocurre simétricamente en toda la superficie estelar de forma que la estrella conserva su forma esférica. Este es el caso de la mayor parte de las gigantes y supergigantes pulsantes, incluidas las cefeidas, las variables W Virginis, las variables RR Lyrae, las variables RV Tauri y las variables Mira.

- Pulsación no radial, en donde se producen ondas en todas las direcciones de la superficie estelar, dando lugar a múltiples períodos y modelos complejos de oscilación. Un ejemplo de este tipo de variables son las estrellas variables ZZ Ceti.